# Израиль на летних Олимпийских играх 1952
Израиль принимал участие в Летних Олимпийских играх 1952 года в Хельсинки (Финляндия) в первый раз за свою историю, но не завоевал ни одной медали. Сборная страны состояла из 25 спортсменов (22 мужчины, 3 женщины), которые приняли участие в соревнованиях по лёгкой атлетике, баскетболу, прыжкам в воду, стрельбе и плаванию.

## Результаты соревнований

### Водные виды спорта

#### Прыжки в воду
Мужчины
| Соревнование      | Спортсмены  | Предварительный раунд | Предварительный раунд | Финал                | Финал                |
| Соревнование      | Спортсмены  | Результат             | Место                 | Результат            | Место                |
| ----------------- | ----------- | --------------------- | --------------------- | -------------------- | -------------------- |
| трамплин, 3 метра | Йоав Раанан | 67,70                 | 9                     | завершил выступление | завершил выступление |
| вышка, 10 метров  | Йоав Раанан | 58,15                 | 30                    | завершил выступление | завершил выступление |